# Mittelsachsen
Mittelsachsen là một huyện (Kreis) ở bang tự do Sachsen, Đức.

## Lịch sử
Huyện đã được thành lập thông qua việc sáp nhập các huyện Döbeln, Freiberg và Mittweida trong cuộc cải tổ huyện tháng 8 năm 2008.

## Địa lý
Huyện trải dài từ Erzgebirge ("Dãy núi Erzge") ở biên giới Đức-Cộng hòa Séc đến vùng đồng bằng giữa Leipzig và Dresden. Sông chính chảy qua huyện này là Freiberger Mulde và Zschopau. Huyện giáp với các đơn vị (từ phía tây theo chiều kim đồng hồ): bang Thüringen, các huyện Leipzig, Nordsachsen, Meißen, Sächsische Schweiz-Osterzgebirge, the Cộng hòa Séc, Erzgebirgskreis, quận Chemnitz, và huyện Zwickau.

## Các thị xã và đô thị
| Thị xã | Đô thị | Đô thị |
| --- | --- | --- |
| 1. Augustusburg 2. Brand-Erbisdorf 3. Burgstädt 4. Döbeln 5. Flöha 6. Frankenberg 7. Frauenstein 8. Freiberg 9. Geringswalde 10. Großschirma 11. Hainichen 12. Hartha 13. Leisnig 14. Lunzenau 15. Mittweida 16. Oederan 17. Penig 18. Rochlitz 19. Roßwein 20. Sayda 21. Waldheim | 1. Altmittweida 2. Bobritzsch 3. Bockelwitz 4. Claußnitz 5. Dorfchemnitz 6. Ebersbach 7. Eppendorf 8. Erlau 9. Falkenau 10. Frankenstein 11. Großhartmannsdorf 12. Großweitzschen 13. Halsbrücke 14. Hartmannsdorf 15. Hilbersdorf 16. Königsfeld 17. Königshain-Wiederau 18. Kriebstein 19. Leubsdorf 20. Lichtenau | 1. Lichtenberg 2. Mochau 3. Mühlau 4. Mulda 5. Neuhausen 6. Niederstriegis 7. Niederwiesa 8. Oberschöna 9. Ostrau 10. Rechenberg-Bienenmühle 11. Reinsberg 12. Rossau 13. Seelitz 14. Striegistal 15. Taura 16. Wechselburg 17. Weißenborn 18. Zettlitz 19. Ziegra-Knobelsdorf 20. Zschaitz-Ottewig |